# La adivina de Roma
La adivina de Roma (título original en inglés, A Mist of Prophecies) es una novela histórica obra del autor estadounidense Steven Saylor, publicada por primera vez por St. Martin's Press en 2002. Es el noveno libro en su serie Roma Sub Rosa de historias de misterio, ambientada en las décadas finales de la República romana. El personaje principal es el detective romano Gordiano el Sabueso.

## Sinopsis
Ambientada en el año 48 a. C., la guerra civil entre César y Pompeyo continúa. En Roma, la bella y misteriosa adivina llamada Casandra es envenenada, y muere en los brazos de Gordiano en el mercado. Mientras el Sabueso intenta averiguar quién la ha asesinado, los ejércitos de César y Pompeyo están a punto de enfrentarse en Grecia.